# Klara Prast
Klara Prast, também conhecida como Torre de Flores ou Rosa Vermelha,  é uma personagem fictícia, uma super-heroína que aparece nas revistas em quadrinhos americanas publicadas pela Marvel Comics. Klara Prast foi criada pelo escritor Joss Whedon e pelo artista Michael Ryan, e a sua primeira aparição foi em Fugitivos Vol. 2, #27 (Agosto de 2007). Quando os Fugitivos deslocados pelo tempo pousaram em 1907, eles encontraram Klara, de 12 anos de idade, que teve que viver para servir seu agressivo marido de meia-idade. A habilidade de Klara é controlar ou "conversar" (como ela diz) com plantas. Quando sua família descobriu seus poderes, eles a casaram com alguém que se mudava para a América (mesmo que ela ainda fosse uma criança). Os Fugitivos trouxeram Klara para o presente com eles.

## Publicação
Klara Prast apareceu pela primeira vez em Fugitivos Vol. 2, #27 (Agosto de 2007) e foi criada por Joss Whedon e Michael Ryan. Essa foi a personagem que Whedon havia mencionado que ele acrescentaria quando ele começasse seu trabalho no quadrinho.

## Biografia ficcional da personagem
Klara Prast é introduzida depois que os Fugitivos ajudaram a parar um incêndio em uma fábrica cheia de crianças em Nova York no ano de 1907, onde eles ficaram deslocados devido a um dispositivo de tempo criado pelos pais de Gert. Se a história prosseguisse normalmente, Klara teria morrido naquele dia, em 27 de junho de 1907. Depois que o fogo é apagado, Karolina voa pela fábrica procurando por sobreviventes e se depara com uma ponte de roseiras através de um buraco na parede e vê Klara enquanto ela foge.
Mais tarde naquela noite, Karolina encontra algumas rosas similares em uma janela, onde vê a jovem Klara prestes a ser espancada por um homem mais velho por não vender as flores por dinheiro, irritando muito Karolina. No dia seguinte, Karolina leva Molly com ela para confrontar Klara sobre seus poderes e dizer-lhe para não se preocupar. Quando Molly pergunta se ela gostaria de se juntar à equipe para fugir de sua vida abusiva, eles ficam surpresos ao saber que não é tão fácil para ela, já que o homem que Karolina viu não era seu pai, mas seu marido. Ela deixa claro para Karolina, embora Molly não pareça entender, que ele abusa dela tanto fisicamente quanto sexualmente. Mais tarde, no entanto, Molly se refere ao "dever" de Klara para com o marido como "não apenas um pecado, é ilegal", sugerindo que ela entende mais do que deixa transparecer.
Acontece que a família de Klara casou ela com Prast (que estava viajando para a América) e virou as costas para ela porque sua mãe a tinha visto como algo profano e chamou seus poderes de "maldição". Karolina e Molly conseguem persuadir Klara a ir com eles, ainda que hesitantemente. Klara fica assustada e foge depois de ver Karolina e Xavin, em sua forma feminina, tendo um momento íntimo, que ela acha estar errado devido à sua educação conservadora. Molly confronta ela sobre isso e a deixa triste, dizendo que ela está agindo como um outro adulto. Mais tarde, logo após a grande batalha dos Fugitivos, eles encontram Klara maltratada e ferida pelo marido. A equipe aceita de bom grado que ela venha com eles, retornando ao mesmo ponto que eles deixaram. Viver no século 21 fez com que Klara começasse a experimentar a diversão e as alegrias da vida.

## Relacionamentos com outros Fugitivos

### Molly Hayes
Quando eles viajam para o passado, Karolina introduziu Molly para Klara porque elas são mais próximas em idade. Molly convida ela para se juntar ao time, e juntos eles conseguem convencê-la a ir com eles de volta para o presente.
Quando Klara fica assustada após ver Karolina beijando Xavin (em sua forma feminina), isso provoca uma racha entre ela e Molly, já que Molly defende Karolina e não consegue se identificar com as atitudes homofóbicas de Klara. Klara fica visivelmente triste com o confronto (suas emoções refletidas em suas rosas). Elas também têm personalidades muito diferentes, com Molly se sentindo mais nova em comparação com Klara, que enfrentou muitas dificuldades em sua vida.